# ソゾポル

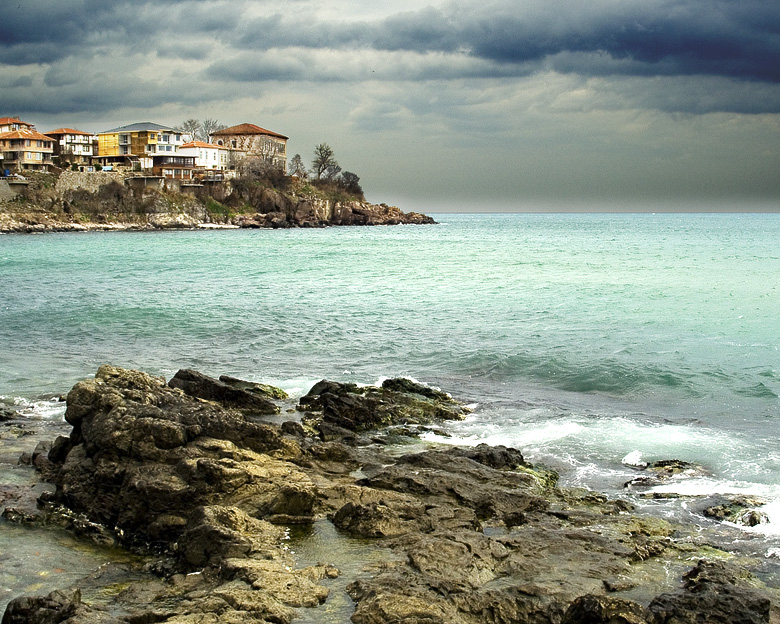
ソゾポル

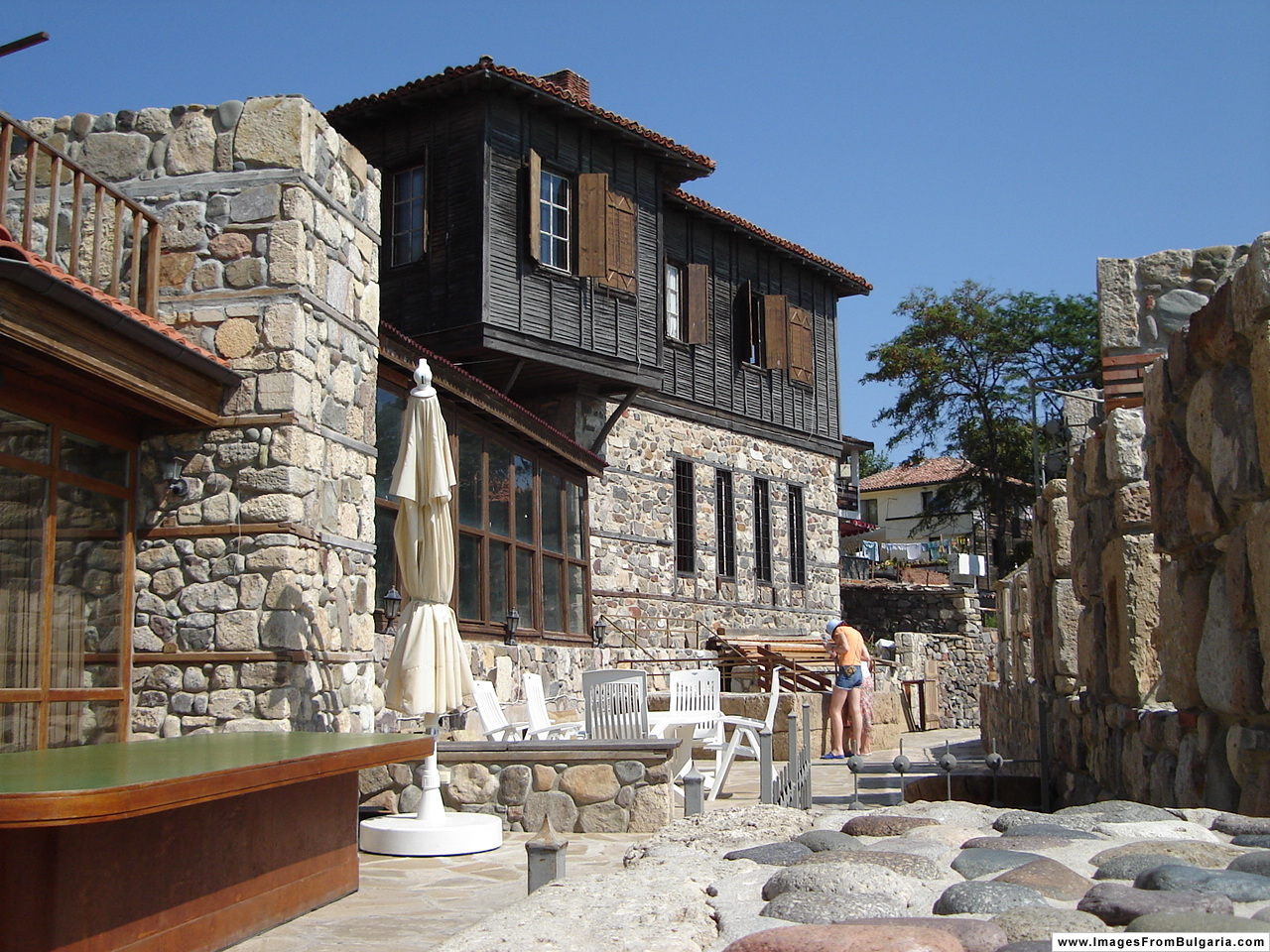
ソゾポルの歴史的建造物

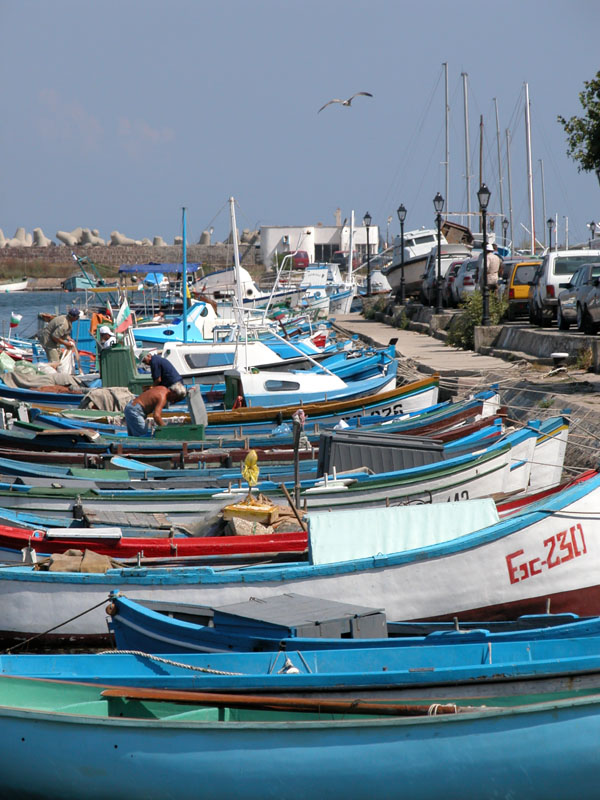
漁船

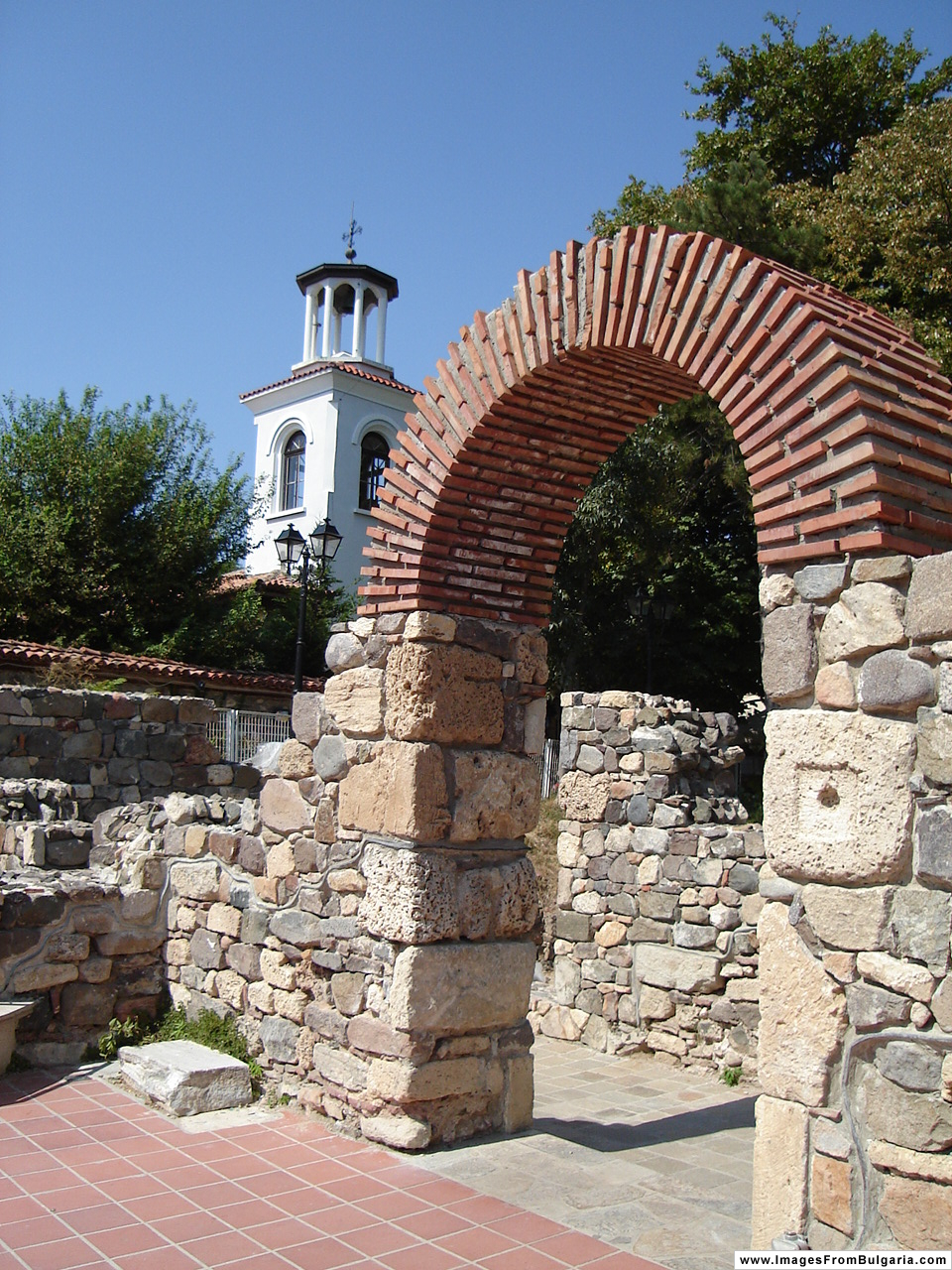
古代遺跡

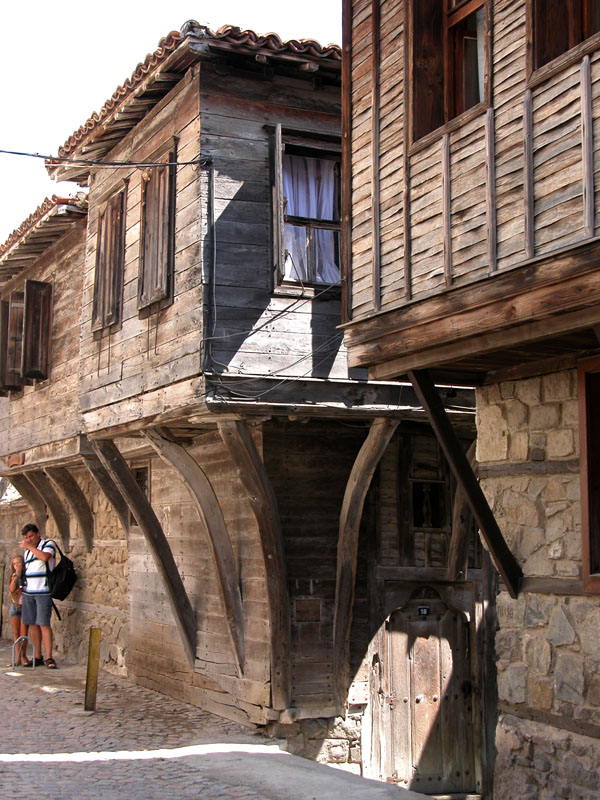
木造の古い町並み

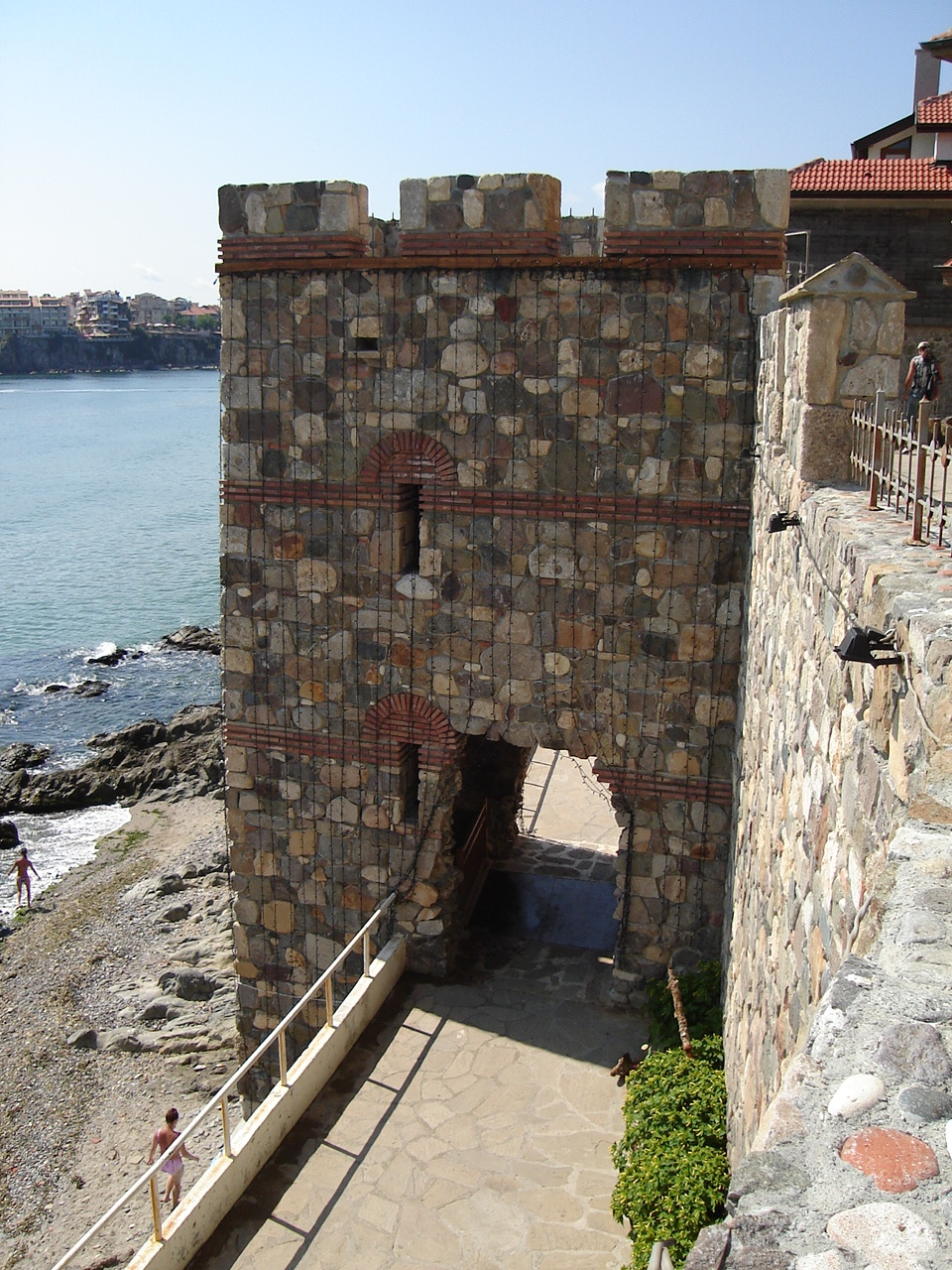
要塞

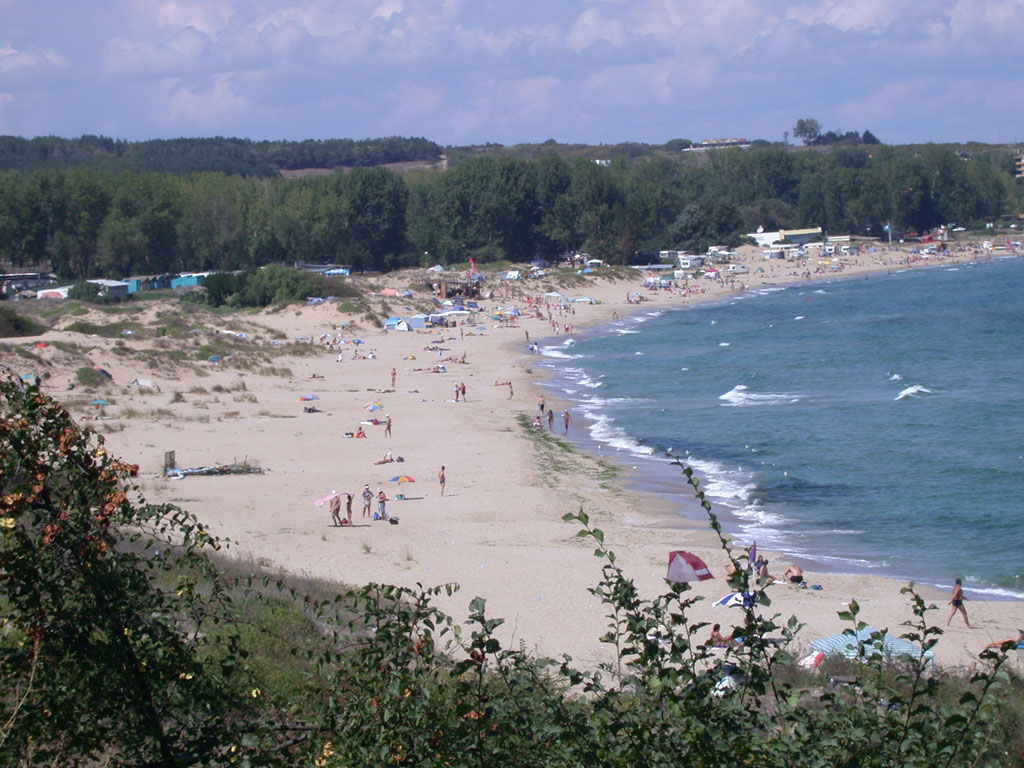
砂浜

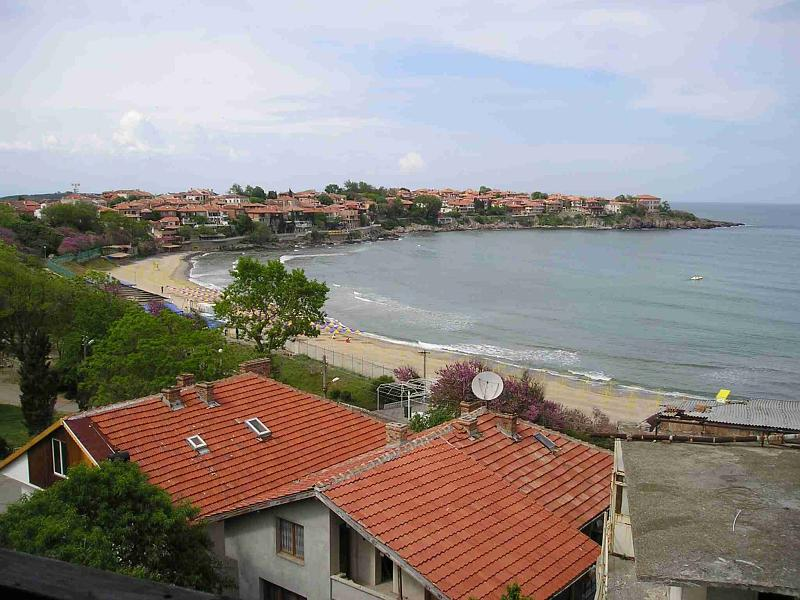
島と陸がつながって半島となった、ソゾポルの歴史的地区

ソゾポル（Sozopol (ブルガリア語: Созопол [soˈzɔpoɫ]; ギリシア語: Σωζόπολις)）は、ブルガリア南東部、黒海岸に位置する古代都市、または同名の現代の町、およびそれを中心とした基礎自治体。ブルガスの南方およそ30キロメートルの場所に位置している。現代のソゾポルは主にアポロニア（Apollonia）美術・映画フェスティバル（9月に開催される）などで知られる沿岸リゾートの地であり、かつての古代都市ソゾポルにちなんで命名された。「ソゾポル」は「魂の救い」の意。
ソゾポルは夏季のリゾート・シーズンには特に忙しくなり、主に5月から9月にかけて多くの観光客が世界各国から訪れ、その快適な気候と砂浜、そしてその歴史、文化、それにトルコ料理やギリシャ料理の影響を受けたブルガリア料理と、観光客たちを取り巻くリゾート環境を満喫している。
ソゾポルはその知名度を上げるにつれ、ブルガリアのサントロペと呼ばれるようになり、レイフ・ファインズ、ブラッド・ピット、アンジェリーナ・ジョリー、ゴールドフラップなどの有名人たちが訪れた。
ソゾポルの人口は2005年時点で4641人であった。町は北緯42度25分 東経27度42分 / 北緯42.417度 東経27.700度の地点にある。2005年現在の市長はパナイオット・レイジ（Panaiot Reyzi）であった。市長として有名であった人物として、1970年代に大規模に町の建築物の現代化を進めたニコラ・カロヤノフ（Nikola Kaloyanov）が挙げられる。

## 歴史
ソゾポルはブルガリア領トラキアの黒海岸の町としては最古の部類に属する。この地に築かれた最古の集落は青銅器時代のものである。この地域の港の海底発掘調査によって、かつての住居跡や陶器の製作所、石や骨から作られた道具類が発見されている。紀元前2千年紀から紀元前1千年紀にかけての碇（いかり）が町の湾内から数多く見つかっており、古代より船を使用していたことを示唆している。
町ははじめアンテイア（Antheia）とよばれ、ミレトス人の長であった入植者のアナクシマンドロス（出生年:紀元前610年ごろ）によって黒海岸に住むトラキア人の植民地となった。まもなく町の名前は町に建造されたアポロンの神殿にちなんでアポロニア（Apollonia）と改称された。町は、カラミス（enによって作られた巨大なアポロンの像を持っていることで知られ、その高さは30キュビットであった。後に像はルキウス・リキニウス・ルクッルスによってローマへと運ばれ、カンピドリオの丘に置かれた。アポロニアの町はいくつかの時代においてアポロニア・ポンティカ（Apollonia Pontica、黒海の古名Pontus Euxinusにちなむ名称で、黒海のアポロニアの意）、あるいはアポロニア・マグナ（Apollonia Magna、大アポロニア）と呼ばれた。
紀元前4世紀には硬貨の鋳造が行われ、アポロニアの名前とアポロンの絵柄が刻印された。ローマ帝国時代の帝国硬貨は紀元後1世紀前半まで鋳造された。また5世紀の地図、「Tabula Peutingeriana」にもアポロニアの名前が記されている。しかしながら、「Periplus Ponti Euxini」および「Notitiæ episcopatuum」には新しい名称である「ソゾポリス」の名のみが記されている。「1328 Cantacuzene (ed. Bonn, I, 326)」ではソゾポリスの町は大きく、人口も多いと言及している。この中では、小さな島は細い地峡によって大陸部とつながっている。町はギリシャ語ではソゾポリス（Σωζωπολις、Sozòpolis）と呼ばれ、「保存された町」という意味である。また、トルコ語ではスュゼボル（Süzebolu）、ブルガリア語ではソゾポル（Созопол、Sozopol）とよばれるようになった。現代ではブルガリアの町となっているが、古代においては主にギリシャ人が住み、漁業や農業によって生活をしていた。
町はやがて交易の拠点と軍港としての性格を形成していった。ソゾポルは古代ギリシャのミレトス、アテネ、コリント
、ヘラクレア・ポンティカ、ロドス島、キオス島、レスヴォス島などとの交易や政治的な強いつながりを維持していた。この交易がトラキア地方に与えた影響は、紀元前5世紀以降のオドリュサイ王国（en）によるトラキア地方支配に伴う協定に基づいていた。
町の象徴である碇の図柄は、紀元前6世紀以降にアポロニアで鋳造された全ての硬貨に刻印されている。このことは、この地方の海上貿易の重要性を示唆している。町は栄え、文化の中心となっていった。この時代、町はアポロニア・マグナと呼ばれていた。
7世紀以降、町はビザンティン帝国、ブルガリア帝国、オスマン帝国に支配され、19世紀には新しく独立を獲得したブルガリアの一部となった。この時には、町にいたほぼ全てのギリシャ人の住民は町を去り、ギリシャ領の東トラキアなどから流入したブルガリア人難民に置き換えられた。

## 宗教史
ソゾポルは早くからキリスト教化された町である。遅くとも西暦431年には、主教が町に住んでいたことが記録されている。「Michel Le Quien, Oriens christianus, I, 1181」によると少なくとも8人の主教が知られており、順にアタナシウス（Athanasius  431年）、ペーテル（Peter 680年）、エウトゥミウス（Euthymius 787年）、イグナティウス（Ignatius 869年）、東西教会の分裂以後はテオドシウス（Theodosius 1357年）、ヨアンニシウス（Joannicius 1524年、コンスタンディヌーポリ総主教庁の総主教となった人物）、フィロテウス（Philotheus 1564年）、ヨアサプ（Joasaph 1721年）となっている。
町はアドリアノープル（エディルネ）大主教区の下位に属していたが、14世紀以降は独立し、独自の府主教区が置かれた。オスマン帝国の支配下に置かれてから一時的にこの府主教区は姿を消したものの、後に復活した。1808年アガトポリス（アフトポル、現在はツォレヴァ自治体に含まれる）の教区と統合し、名目上その中心はアガトポリスに置かれた。アガトポリスはオスマン帝国時代にはアフテボルと呼ばれ、アドリアノープル州（Edirne vilayet）の一部であった。
カトリック教会は町にSozopolis in Haemimontoのタイトルで名目上の教区（英語:titular see）を設定している。しかしながら、その名目上の司教が2000年に死去して以降、その地位は空位となっている。
キリスト教時代には芸術が発達した。イコノスタシスに収められた古代のイコンや美しい木の彫刻は、それを作った当時の高い技能を示している。歴史地区に立ち並ぶブルガリアの民族復興期の様式の家々の町並みは、町をとても特徴的な訪れるべき場所としている。

## 名称
町の最も古い名称はアンテイア（Antheia）であったとされている。紀元前6世紀から、紀元後3世紀前半にかけて町で発行された硬貨にはアポロニア（Apollonia）の名称が刻まれている。この間、アポロニア・ポンテカ（Apollonia Pontica、黒海のアポロニア）、アポロニア・マグナ（Apollonia Magna、大アポロニア）といった変名が記録されている。紀元後1世紀からソゾポリス（Sozopolis）の名称が登場するようになる。町がオスマン帝国の支配下となってからは、シゼボリ、シゼボル、あるいはシゼボロウ（Sizeboli、Sizebolu、Sizebolou）といった名称で呼ばれた。ブルガリア領となってからは、地名はスラヴ語化され、ソゾポルとなった。

## 町村
ソゾポル基礎自治体（Община Созопол）には、その中心であるソゾポルをはじめ、以下の町村（集落）が存在している。
- Атия（Atiya）
- Вършило（Varshilo）
- Габър（Gabar）
- Зидарово（Zidarovo）
- Извор（Izvor）
- Индже войвода（Indzhe voyvoda）
- Крушевец（Krushevets）

- Присад（Prisad）
- Равадиново（Ravadinovo、ラヴァディノヴォ）
- Равна гора（Ravna gora）
- Росен（Rosen）
- Созопол（Sozopol）
- チェルノモレツ（Chernomorets）